# Wendell (Carolina del Norte)
Wendell es un pueblo ubicado en el condado de Wake en el estado estadounidense de Carolina del Norte. Según las estimaciones de 2008 tenía una población de 4.247 habitantes y una densidad poblacional de 835.7 personas por km².

## Geografía
Wendell se encuentra ubicado en las coordenadas 35°46′56″N 78°22′6″O / 35.78222, -78.36833.

## Demografía
Según la Oficina del Censo en 2000 los ingresos medios por hogar en la localidad eran de $39.750, y los ingresos medios por familia eran $47.077. Los hombres tenían unos ingresos medios de $35.668 frente a los $26.994 para las mujeres. La renta per cápita para la localidad era de $17.772. Alrededor del 8.6% de las familias y del 12.6% de la población estaban por debajo del umbral de pobreza.